# Roter Turm (Trier, Kaiserstraße)

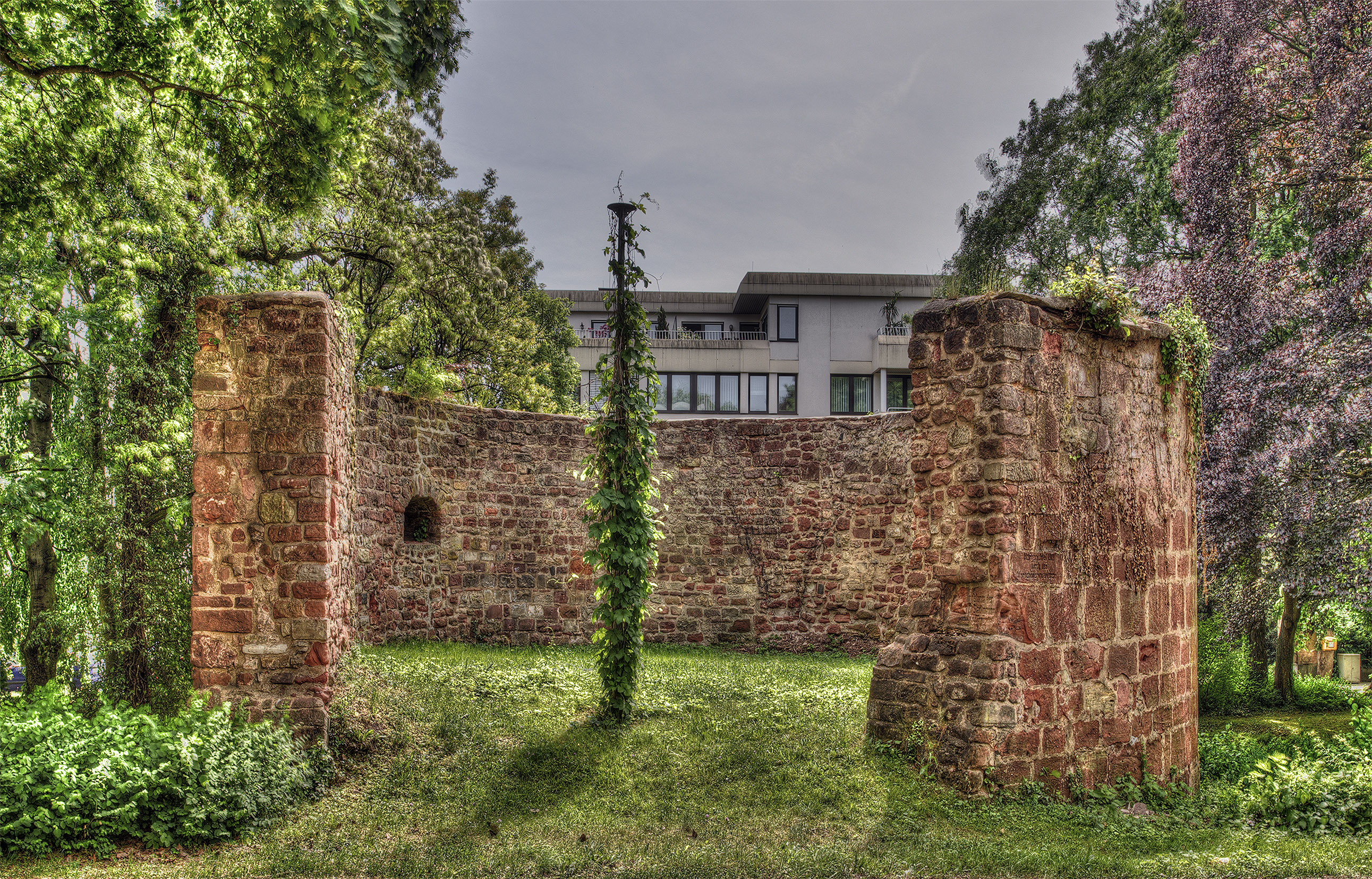
Bastion Südallee

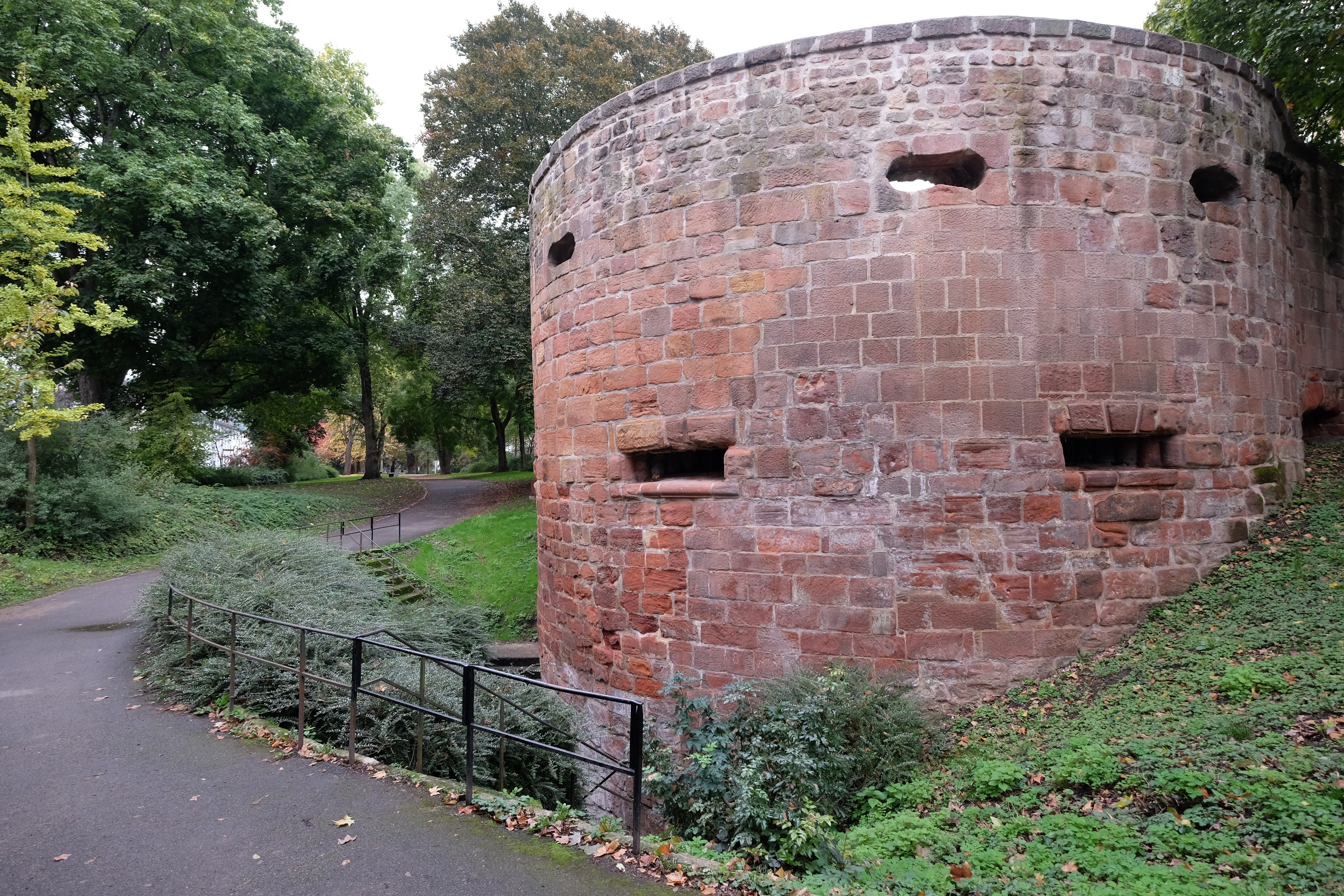
Außenansicht

Der Rote Turm, auch Bastion (an der) Südallee genannt, ist ein Bauwerk der mittelalterlichen und neuzeitlichen Stadtmauer Triers. Er befindet sich heute in der Denkmalzone Grüngürtel in der Kaiserstraße gegenüber Nr. 24.
Der runde Stadtmauerturm ist ein Sandsteinquaderbau und wurde 1543 von der städtischen Baumeisterei errichtet. Er war der Mauer als Rundturm vorgestellt. Als die Stadtmauer ab 1875/76 größtenteils abgerissen wurde, blieb der Turm durch eine Intervention der Bezirksregierung ebenso wie ein Pendant in der Nordallee erhalten.
Im Zweiten Weltkrieg wurde der Turm beschädigt. In der Nachkriegszeit wurden die Beschädigungen behoben und der Turm weiter freigelegt.
Das Objekt wurde 2012 und 2014 von der Deutschen Stiftung Denkmalschutz gefördert.